# George W. Bush kabinetje
George W. Bush kabinetje az Egyesült Államok végrehajtó hatalmi ágának legfelső szintű vezetői testülete volt 2001 és 2009 között, amelynek tagjai az elnök alá tartozó szövetségi intézményeket irányítják, hozzásegítve ezzel az elnököt, hogy az Alkotmány által ráruházott hatalmat gyakorolja. A testület hagyományosan az alelnökből, a minisztériumok vezetőiből és néhány nem miniszteri rangú, úgynevezett kabinet szintű vezetőből áll.
A kabinet tagjait az elnök jelöli ki, de egyes tagjai betölthetnek olyan tisztséget is, amelyre a kinevezést a szenátus egyszerű többségének kell jóváhagynia. Ez alól kivétel az alelnök, aki választott tisztséget tölt be, illetve az elnök kabinetfőnöke, akinek kinevezése nem igényel jóváhagyást. A kabinet tagjainak kiválasztása teljes egészében az elnöktől függ, szabadon nevezi ki és menti fel őket. Minden elnöki ciklus kezdetén (tehát az újraválasztott elnök második ciklusának kezdetén is) valamennyi kabinettag beadja a lemondását, s az elnök dönt, hogy az illető folytassa-e a munkát feladatkörében.

## Kabinet
| Az Egyesült Államok Szövetségi Kormánya                                            | Az Egyesült Államok Szövetségi Kormánya           | Az Egyesült Államok Szövetségi Kormánya |                                       |
| Hivatal (eredeti megnevezése)                                                      | Személy                                           | Hivatali idő                            |                                       |
| ---------------------------------------------------------------------------------- | ------------------------------------------------- | --------------------------------------- | ------------------------------------- |
| Az Amerikai Egyesült Államok Alelnöke Vice President                               | Dick Cheney                                       | 2001. január 20. - 2009. január 20.     |                                       |
| Külügyminiszter Secretary of State                                                 | Colin Powell                                      | 2001. január 20. - 2005. január 26.     |                                       |
| Külügyminiszter Secretary of State                                                 | Condoleezza Rice                                  | 2005. január 26. - 2009. január 20.     |                                       |
| Pénzügyminiszter Secretary of the Treasury                                         | Paul H. O’Neill                                   | 2001. január 20. - 2002. december 31.   |                                       |
| Pénzügyminiszter Secretary of the Treasury                                         | John W. Snow                                      | 2003. február 3. - 2006. június 28.     |                                       |
| Pénzügyminiszter Secretary of the Treasury                                         | Henry Paulson                                     | 2006. július 10. - 2009. január 20.     |                                       |
| Védelmi miniszter Secretary of Defense                                             | Donald Rumsfeld                                   | 2001. január 20. - 2006. december 18.   |                                       |
| Védelmi miniszter Secretary of Defense                                             | Robert Gates                                      | 2006. december 18. - 2011. június 30.   |                                       |
| Az Egyesült Államok Legfőbb Ügyésze Attorney General                               | John Ashcroft                                     | 2001. január 20. - 2005. február 3.     |                                       |
| Az Egyesült Államok Legfőbb Ügyésze Attorney General                               | Alberto Gonzales                                  | 2005. február 3. - 2007. február 13.    |                                       |
| Az Egyesült Államok Legfőbb Ügyésze Attorney General                               | Michael Mukasey                                   | 2007. november 9. - 2009. január 20.    |                                       |
| Belügyi miniszter Secretary of the Interior                                        | Gale Norton                                       | 2001. január 20. - 2006. március 31.    |                                       |
| Belügyi miniszter Secretary of the Interior                                        | Dirk Kempthorne                                   | 2006. június 7. - 2009. január 20.      |                                       |
| Mezőgazdasági miniszter Secretary of Agriculture                                   | Ann Veneman                                       | 2001. január 20. - 2005. január 20.     |                                       |
| Mezőgazdasági miniszter Secretary of Agriculture                                   | Mike Johanns                                      | 2005. január 20. - 2007. szeptember 20. |                                       |
| Mezőgazdasági miniszter Secretary of Agriculture                                   | Ed Schafer                                        | 2008. január 28. - 2009. január 20.     |                                       |
| Kereskedelmi miniszter Secretary of Commerce                                       | Donald Evans                                      | 2001. január 20. - 2005. február 7.     |                                       |
| Kereskedelmi miniszter Secretary of Commerce                                       | Carlos Gutierrez                                  | 2005. február 7. - 2009. január 20.     |                                       |
| Munkaügyi miniszter Secretary of Labor                                             | Elaine Chao                                       | 2001. január 29. - 2009. január 20.     |                                       |
| Egészségügy-miniszter Secretary of Health and Human Services                       | Tommy Thompson                                    | 2001. február 2. - 2005. január 26.     |                                       |
| Egészségügy-miniszter Secretary of Health and Human Services                       | Mike Leavitt                                      | 2005. január 26. - 2009. január 20.     |                                       |
| Lakásügyi és városfejlesztési miniszter Secretary of Housing and Urban Development | Mel Martinez                                      | 2001. január 24. - 2003. december 13.   |                                       |
| Lakásügyi és városfejlesztési miniszter Secretary of Housing and Urban Development | Alphonso Jackson                                  | 2004. március 31. - 2008. április 18.   |                                       |
| Lakásügyi és városfejlesztési miniszter Secretary of Housing and Urban Development | Steve Preston                                     | 2008. június 5. - 2009. január 20.      |                                       |
| [[Fájl:US-DeptOfTransportation-Seal.svg\|100x100px\|73x73pxmall>                   | Közlekedési miniszter Secretary of Transportation | Norman Mineta                           | 2001. január 25. - 2006. augusztus 7. |
| [[Fájl:US-DeptOfTransportation-Seal.svg\|100x100px\|73x73pxmall>                   | Mary E. Peters                                    | 2006. október 17. - 2009. január 20.    |                                       |
| Energiaügyi miniszter Secretary of Ene]] Energiaügyi miniszter Secretary of Energy | Spencer Abraham                                   | 2001. január 20. - 2005. január 31.     |                                       |
| Energiaügyi miniszter Secretary of Ene]] Energiaügyi miniszter Secretary of Energy | Samuel Bodman                                     | 2005. január 31. - 2009. január 20.     |                                       |
| Oktatási miniszter Secretary of Education                                          | Rod Paige                                         | 2001. január 20. - 2005. január 20.     |                                       |
| Oktatási miniszter Secretary of Education                                          | Margaret Spellings                                | 2005. január 20. - 2009. január 20.     |                                       |
| Veteránügyek minisztere Secretary of Veterans Affairs                              | Anthony Principi                                  | 2001. január 23. - 2005. január 26.     |                                       |
| Veteránügyek minisztere Secretary of Veterans Affairs                              | Jim Nicholson                                     | 2005. január 26. - 2007. október 1.     |                                       |
| Veteránügyek minisztere Secretary of Veterans Affairs                              | James Peake                                       | 2007. december 20. - 2009. január 20.   |                                       |
| Belbiztonsági miniszter Secretary of Homeland Security                             | Tom Ridge                                         | 2003. január 24. - 2005. február 1.     |                                       |
| Belbiztonsági miniszter Secretary of Homeland Security                             | Michael Chertoff                                  | 2005. február 15. - 2009. január 21.    |                                       |

### A kabinet alá tartozó tisztségviselők
Jelen tisztségviselők a kabinet ülésein tárgyalási joggal vesznek részt. Nem részei az elnöki öröklési rendnek.
| A kabinet alá tartozó tisztségviselők                                                          | A kabinet alá tartozó tisztségviselők | A kabinet alá tartozó tisztségviselők     |
| Hivatal (eredeti megnevezése)                                                                  | Személy                               | Kinevezés dátuma                          |
| ---------------------------------------------------------------------------------------------- | ------------------------------------- | ----------------------------------------- |
| Az elnök kabinetfőnöke White House Chief of Staff                                              | Andrew Card                           | 2001. január 20. - 2006. április 14.      |
| Az elnök kabinetfőnöke White House Chief of Staff                                              | Joshua Bolten                         | 2006. április 14. - 2009. január 20.      |
| Menedzsment- és Költségvetési Iroda Director of the Office of Management and Budget            | Mitch Daniels                         | 2001. január 20. - 2003. június 6.        |
| Menedzsment- és Költségvetési Iroda Director of the Office of Management and Budget            | Joshua Bolten                         | 2003. június 6. - 2004. április 14.       |
| Menedzsment- és Költségvetési Iroda Director of the Office of Management and Budget            | Rob Portman                           | 2006. május 29. - 2007. június 19.        |
| Menedzsment- és Költségvetési Iroda Director of the Office of Management and Budget            | Jim Nussle                            | 2007. szeptember 10. - 2009. január 20.   |
| Nemzeti drogkorlátozási iroda Director of the Office of National Drug Control Policy           | John P. Walters                       | 2001. december 7. - 2009. január 20.      |
| Az Egyesült Államok ENSZ nagykövete Ambassador to the United Nations                           | John Negroponte                       | 2001. szeptember 19. - 2004. június 23.   |
| Az Egyesült Államok ENSZ nagykövete Ambassador to the United Nations                           | John C. Danforth                      | 2004. július 23. - 2005. január 20.       |
| Az Egyesült Államok ENSZ nagykövete Ambassador to the United Nations                           | John Bolton                           | 2005. augusztus 2. - 2006. december 31.   |
| Az Egyesült Államok ENSZ nagykövete Ambassador to the United Nations                           | Zalmay Khalilzad                      | 2007. április 30. - 2009. január 22.      |
| Az elnök külgazdasági tanácsadója Chairman of the Council of Economic Advisers                 | Glenn Hubbard                         | 2001. május 11. - 2003. február 28.       |
| Az elnök külgazdasági tanácsadója Chairman of the Council of Economic Advisers                 | Greg Mankiw                           | 2003. május 29. - 2005. február 18.       |
| Az elnök külgazdasági tanácsadója Chairman of the Council of Economic Advisers                 | Harvey S. Rosen                       | 2005. február 23. - 2005. június 10.      |
| Az elnök külgazdasági tanácsadója Chairman of the Council of Economic Advisers                 | Ben Bernanke                          | 2005. június 21. - 2006. január 31.       |
| Az elnök külgazdasági tanácsadója Chairman of the Council of Economic Advisers                 | Edward Lazear                         | 2006. február 27. - 2009. január 20.      |
| Az Egyesült Államok külkereskedelmi képviselője Trade Representative                           | Robert Zoellick                       | 2001. február 7. - 2005. február 22.      |
| Az Egyesült Államok külkereskedelmi képviselője Trade Representative                           | Rob Portman                           | 2005. május 17 - 2006. május 29.          |
| Az Egyesült Államok külkereskedelmi képviselője Trade Representative                           | Susan Schwab                          | 2006. június 6. - 2009. január 20.        |
| A nemzeti hírszerzés elnöke Director of National Intelligence                                  | John Negroponte                       | 2005. április 21. - 2007. február 13.     |
| A nemzeti hírszerzés elnöke Director of National Intelligence                                  | Mike McConnell                        | 2007. február 20. - 2009. január 27.      |
| A CIA igazgatója Director of the Central Intelligence Agency                                   | George Tenet                          | 1996. december 14. - 2004. július 11.     |
| A CIA igazgatója Director of the Central Intelligence Agency                                   | John E. McLaughlin                    | 2004. július 12. - 2004. szeptember 24.   |
| A CIA igazgatója Director of the Central Intelligence Agency                                   | Porter Goss                           | 2005. április 21. - 2006. május 5.        |
| A CIA igazgatója Director of the Central Intelligence Agency                                   | Michael Hayden                        | 2006. május 30. - 2009. február 12.       |
| A Szövetségi Nyomozóiroda igazgatója Director of the Federal Bureau of Investigation           | Louis Freeh                           | 1993. szeptember 1. - 2001. június 25.    |
| A Szövetségi Nyomozóiroda igazgatója Director of the Federal Bureau of Investigation           | Thomas J. Pickard                     | 2001. június 25. - 2001. szeptember 4.    |
| A Szövetségi Nyomozóiroda igazgatója Director of the Federal Bureau of Investigation           | Robert Mueller                        | 2001. szeptember 4. - 2013. szeptember 4. |
| A Nemzeti Kommunikációs Bizottság igazgatója Chairman of the Federal Communications Commission | Michael Powell                        | 2001. január 22. - 2005. január 21.       |
| A Nemzeti Kommunikációs Bizottság igazgatója Chairman of the Federal Communications Commission | Kevin Martin                          | 2005. március 18. - 2009. január 20.      |

## Forrás
- President Bush's Cabinet
- Cabinet of Pres. George Bush